# Чингола
Чингола (англ. Chingola) — місто в центральній частині Замбії, в провінції Коппербелт.

## Географія
Розташоване за 40 км на північний захід від міста Кітве-Нкана і зв 130 км на південь від Лубумбаші, недалеко від кордону з Конго, на висоті 1363 м над рівнем моря. Сполучений залізними і автошляхами з іншими містами Коппербелт — Кітве, Муфуліра, Чилілабомбве. Є аеропорт.

## Історія
Засноване в 1943 році, коли почалася розробка родовища Нчанга. В 1957 році отримала статус міста.

## Населення
За даними на 2013 рік чисельність населення становить 184 917 осіб.
| 1990   | 2000   | 2013   |
| ------ | ------ | ------ |
| 142383 | 147448 | 184917 |

## Економіка
Головна галузь економіки — видобуток кольорових металів в родовищі Нчанга, найбільшому в країні кар'єрі з видобутку міді. Мідна руда є джерелом сировини для гірничо-металургійного комбінату, розташованого поряд з родовищем.